# Laelia moyobambae
Laelia moyobambae är en orkidéart som först beskrevs av Rudolf Schlechter, och fick sitt nu gällande namn av Charles Schweinfurth. Laelia moyobambae ingår i släktet Laelia och familjen orkidéer. Inga underarter finns listade i Catalogue of Life.